# Fame (gruppo musicale)

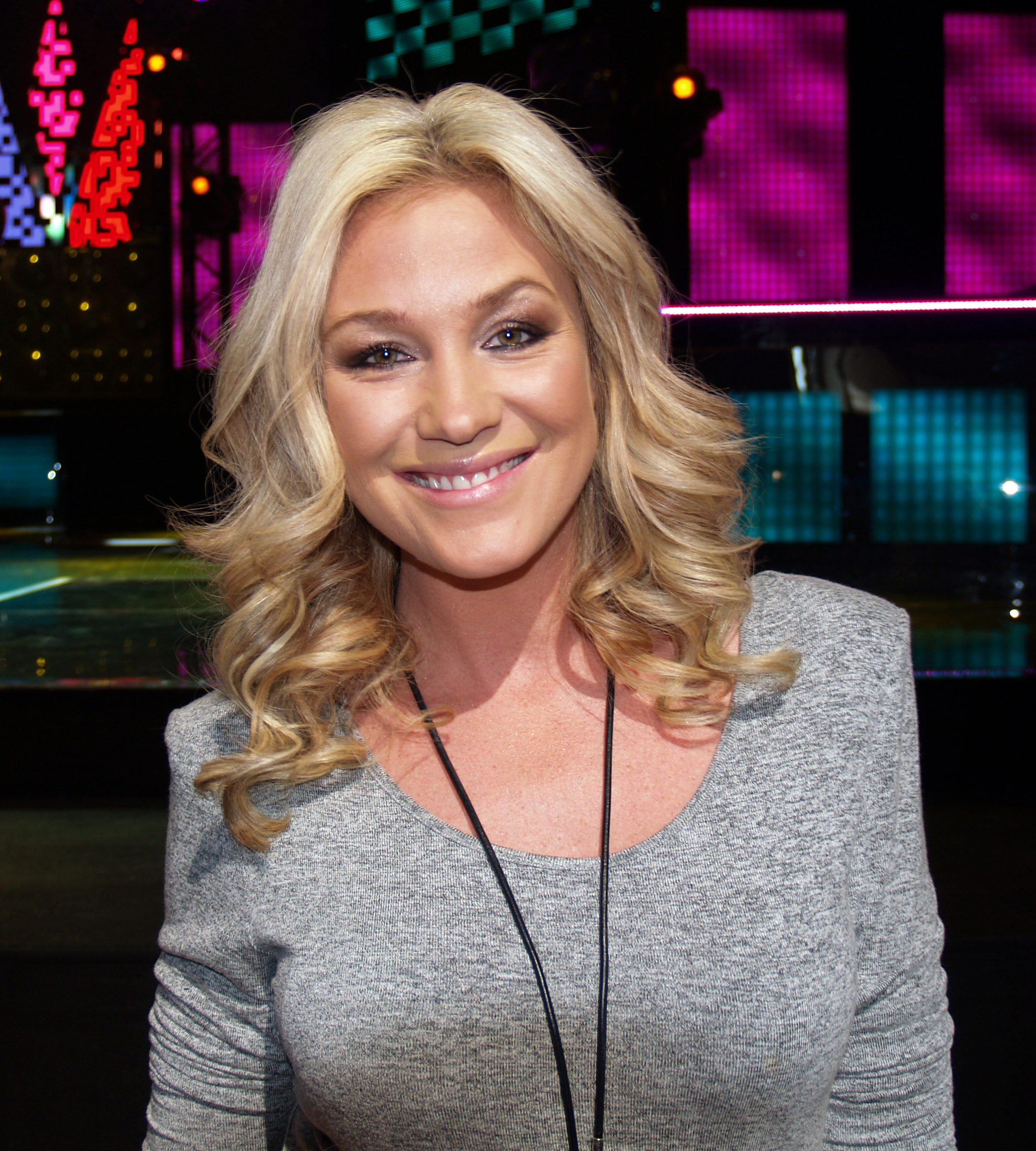
Jessica Andersson 2010

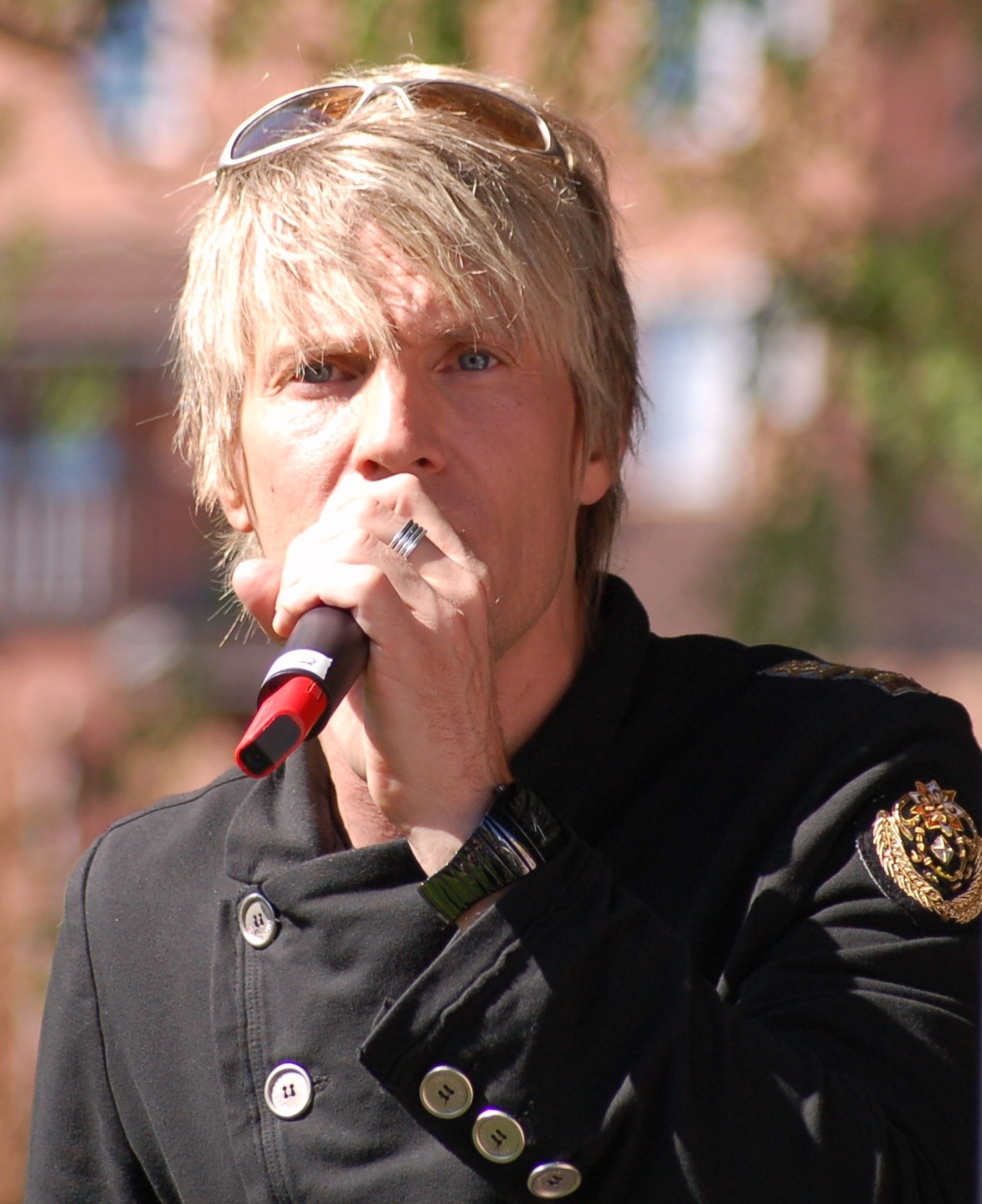
Magnus Bäcklund 2006

I Fame sono stati un duo musicale svedese attivo dal 2002 al 2006. Il duo era composto da Jessica Andersson, nata il 27 ottobre 1973, e Magnus Bäcklund, nato il 16 novembre 1965.

## Storia
I due cantanti avevano preso parte alla prima edizione del programma musicale Fame Factory (2002).
Nel 2003 il gruppo ha vinto il Melodifestivalen 2003 con il brano Give Me Your Love, che dà anche il titolo al primo ed unico album in studio. Nello stesso anno ha partecipato all'Eurovision Song Contest 2003 con la canzone Give Me Your Love.

## Discografia

### Album
- 2003 - Give Me Your Love

### Singoli
- 2003 - Give Me Your Love
- 2003 - Pop Into My Heart
- 2004 - Vindarna vänder oss
- 2005 - Gjorda för varann
- 2005 - All in the Game